# البیضه (تدمر)
البیضه (به عربی: البیضة) یک روستا در سوریه است که در تدمر واقع شده‌است. البیضه ۶۷۰ نفر جمعیت دارد.